# Cecili d'Argos
Cecili d'Argos (en llatí Caecilius en grec antic Καικίλιος) fou un escriptor grec. L'esmenta Ateneu de Naucratis com a autor d'alguns llibres sobre l'art de la pesca (I, pag. 13), però no se sap res més sobre ell.